# Ruszcza-Kępa
Ruszcza-Kępa – wieś w Polsce położona w województwie świętokrzyskim, w powiecie staszowskim, w gminie Połaniec.
Nazwę i rodzaj miejscowości ustalono z 1 stycznia 2016 r.
W latach 1975–1998 miejscowość administracyjnie należała do województwa tarnobrzeskiego.
Zobacz też: Ruszcza, Ruszcza (Kraków), Ruszcza-Kolonia, Ruszcza-Płaszczyzna, Ruszczany